# Jan Józef de Lavèze-Belay
Jan Józef Lavèze-Belay, (fr.) Jean-Joseph de Lavèze-Belay (ur. 1742, zm. 3 września 1792) – błogosławiony Kościoła katolickiego.

## Życiorys
Przyszedł na świat bardzo religijnej rodzinie. Wstąpił do seminarium i po kilku latach otrzymał święcenia kapłańskie. Potem został kapelanem szpitalnym. Wkrótce doszło do wybuchu rewolucji francuskiej. Został zamordowany mając 50 lat w czasie masakry wrześniowej.
Został beatyfikowany przez papieża Piusa XI 17 października 1926 roku w grupie 191 męczenników z Paryża.